# 기어스 5
《기어스 5》(Gears 5)는 마이크로소프트 윈도우와 엑스박스 원을 대상으로 더 콜리션이 개발하고 엑스박스 게임 스튜디오가 배급한 3인칭 슈팅 비디오 게임이다. 기어스 오브 워 시리즈의 6번째 게임이며 에픽게임즈가 개발하지 않은 2번째 기어스 오브 워 게임이다. 얼티밋 에디션은 2019년 9월 6일 출시되었다. 이 게임의 표준 에디션은 2019년 9월 10일 전 세계에 출시되었으며 대체적으로 긍정적인 평가를 받았다.

## 게임플레이
일인용 게임플레이 특성 외에도 이 게임은 3P 스플릿 스크린 또는 온라인 협동 게임플레이를 지원한다.

## 평가
기어스 5는 리뷰 애그리게이터 메타크리틱에 따르면 대체적으로 긍정적인 평가를 받았다. 게임플레이, 캠페인, 표현, 콘텐츠의 양 면에서는 좋은 평가를 받았으나 스토리, 그리고 혁신 부족을 이유로 비판을 받았다. 수많은 비평가들은 시리즈의 성공적인 귀환에 좋은 평가를 주었다.